# Santa Maria Assunta delle Suore di San Giovanni Battista
Santa Maria Assunta delle Suore di San Giovanni Battista, officiellt benämnt Cappella Santa Maria Assunta, är ett kapell i Rom, helgat åt Jungfru Marie himmelsfärd. Kapellet är beläget vid Viale Giulio Cesare i Rione Prati och tillhör församlingen Santa Maria del Rosario in Prati.
Kapellet förestås av Suore di San Giovanni Battista, en kongregation grundad år 1878 av prästen Alfonso Maria Fusco (1839–1910; helgonförklarad 2016) och madre Crocifissa Caputo.

## Historia
Klostret och kapellet uppfördes år 1909. Interiören renoverades år 1950. Fasaden har bland annat ett oxöga och ett krönande segmentbågeformat pediment.